# Recovery Is Possible
Recovery Is Possible (RIPLinuX) — маленький, специализированный LiveCD/USB дистрибутив Linux, основанный на Slackware Linux. Предназначен для создания резервных копий, восстановления и обслуживания системы. Также применяется в форензике.
Поддерживает файловые системы: Reiserfs, Reiser4, Btrfs, Ext2/3/4, HFS+, ISO-9660, NILFS2, UDF, XFS, JFS, UFS2, CIFS, MS DOS, NTFS (используется ntfs-3g), Squashfs+LZMA,  VFAT.